# Шинкарёв, Евгений Юрьевич
Евге́ний Ю́рьевич Шинкарёв (9 июля 1981, Иркутск, СССР — 27 мая 2010, Цюрих, Швейцария) — русский и швейцарский поэт, блогер на сайте радиостанции «Эхо Москвы».

## Биография
Внук журналиста и прозаика Леонида Иосифовича Шинкарёва. В возрасте одного года переезжает с семьей в Москву, а в 1996 году в Цюрих, где учится в бизнес-школе, проходит практику в Банке UBS. Осенью 2003 года поступает в Цюрихский университет на юридический факультет. Параллельно с учёбой работает в банках, адвокатских конторах, консалтинговых компаниях банкиром, юристом и переводчиком. Владел английским, французским, немецким, швейцарским немецким и немного японским.
В 2004 году кроме российского получает второе гражданство — Швейцарской Конфедерации.
Проходит службу в Швейцарской армии, где задумал и начал писать армейские записки — двадцать один очерк о швейцарской армии, какой её увидел россиянин, выросший в других исторических и культурных условиях. Из задуманного написано меньше половины, остальное сохранилось в виде набросков.
С 2007 по 2009 годы активный член Социалистической партии Швейцарии, участвует в уличных акциях, сборе подписей. Проходит практику как ассистент прокурора кантона Цюрих, в результате студенческого конкурса (сто сорок семь желающих на одно место).
В начале 2010 года арестован и провёл 10 дней в изоляторе по обвинению «сопротивление полиции». 

### Самоубийство
Покончил жизнь самоубийством, застрелившись в отеле Уто-Кулм, на вершине горы Уетлиберг.

## Творчество
В Москве в 2009 году в издательстве «Художественная литература» выходит книга стихов «Мой город на озере», посвящённая Цюриху. Стихи из цикла написаны в 2005—2007 годах, в оформлении книги использованы фотоиллюстрации и графика автора.
Работа над следующим циклом «Год тигра» не доведена автором до конца.
В 2011 в книге Überschach опубликованы уже известные и новые стихи, публицистика, переписка, записки из швейцарской армии и некоторые отрывки из дневников Евгения — одиннадцати записных книжек с текстами чаще на русском, но также на английском, немецком и швейцарском немецком.

### Публицистика
Первые статьи появилась в 2005 году в журнале «Новое время» (статья «Любовь как партнерство…» и «„Место жизни“ для Виталия Калоева. Что защищает швейцарское правосудие»).
После практики в прокуротуре в 2009 году пишет статью на немецком языке «Образ прокурора у Достоевского, Толстого, Фриша и евангелистов», в которой разбираются произведения русской и швейцарской классики, а также евангельские тексты..
Осенью 2009 года создает блог Евгения Шинкарева, «студента из Цюриха» на сайте радиостанции «Эхо Москвы». Идея блога — осветить и вызвать обсуждение вокруг событий швейцарской реальности. За два с половиной месяца опубликованы 11 статей. «Теологически-метеорологический гимн» от 10 января 2010 года — последняя запись в блоге, в которой автор предлагает собственный вариант перевода швейцарского гимна на русский язык.